# Big Shot (série de televisão)
Big Shot é uma série de televisão de comédia dramática estadunidense criada por David E. Kelley, Dean Lorey e Brad Garrett para o Disney+. É estrelada por John Stamos no papel principal. A série estreou em 16 de abril de 2021.

## Enredo
A série acompanha a vida de um treinador de basquete temperamental que é demitido de seu emprego atual e acaba em uma escola particular de elite para meninas.

## Elenco e personagens

### Principal
- John Stamos como Marvyn Korn[2]
- Jessalyn Gilsig como Holly Barrett[2][3]
- Richard Robichaux como George Pappas[2]
- Sophia Mitri Schloss como Emma Korn[2]
- Nell Verlaque como Louise Gruzinsky[2]
- Tiana Le como Destiny Winters[2]
- Monique Green como Olive Cooper[2]
- Tisha Eve Custodio como Carolyn "Mouse" Smith[2]
- Cricket Wampler como Samantha "Giggles" Finkman[4][5][2]
- Yvette Nicole Brown como Sherilyn Thomas[2]

### Recorrente
- Toks Olagundoye como Terri Grint
- Emery Kelly como Dylan[1]
- Darcy Rose Byrnes como Harper
- Dale Whibley como Lucas
- Kathleen Rose Perkins como Miss Goodwin
- Daisha Graf como Angel
- Damian Alonso como Jake Matthews
- Camryn Manheim como treinador McCarthy
- Keala Settle como Christina Winters[1]

### Convidado
- Tony Kornheiser como ele mesmo
- Michael Wilbon como ele mesmo

## Recepção
No Rotten Tomatoes, a série tem um índice de aprovação de 77% com base em 22 críticas, com uma classificação média de 6,45/10. O consenso dos críticos do site diz: "Big Shot se esforça para encontrar muitas coisas novas para dizer, mas ostenta performances fortes, uma disposição doce e, com um pouco de perseverança, pode se tornar um programa pelo qual vale a pena torcer". O Metacritic deu à série uma pontuação média ponderada de 65 de 100 com base em 11 avaliações, indicando "críticas geralmente favoráveis".